# Mário Sabino
Mário Sabino Júnior (23. září 1972 Bauru – 25. října 2019) byl brazilský zápasník–judista.

## Sportovní kariéra
S judem/BJJ začínal v 5 letech v rodném Bauru. V brazilské judistické reprezentaci se v konkurenci Aurélio Miguela prosadil až ve svých 27 letech. V roce 2000 překvapivě vyhrál brazilskou olympijskou kvalifikaci a mohl startovat na olympijských hrách v Sydney. Do Sydney přijel jako zcela neznámý judista a v prvním kole na to doplatil favorizovaný Němec Daniel Gürschner. Svého krajana, olympijského vítěze z roku 1992 Rogéria Sampaia však nenapodobil, ve čtvrtfinále nestačil na Itala Luigi Guida a obsadil 7. místo. V roce 2003 získal třetím místem kvalifikační kvótu ve své polotěžké váze do 100 kg pro Brazílii a v roce 2004 své postavení reprezentační jedničky obhájil v brazilské olympijské kvalifikaci. Na olympijských hrách v Athénách patřil jako vítěz panamerických her k favoritům na medaile, ale v úvodním kole nestačil na Izraelce Ariela Ze'eviho. Po skončení sportovní kariéry v roce 2008 se věnoval trenérské práci.
Zemřel v sedmačtyřiceti letech, když byl 25. října 2019 v Bauru zastřelen.

## Výsledky

### Váhové kategorie
| Turnaj                  | 2000           | 2001           | 2002           | 2003           | 2004           | 2005           | 2006           |
| Turnaj                  | 28             | 29             | 30             | 31             | 32             | 33             | 34             |
| Turnaj                  | polotěžká váha | polotěžká váha | polotěžká váha | polotěžká váha | polotěžká váha | polotěžká váha | polotěžká váha |
| ----------------------- | -------------- | -------------- | -------------- | -------------- | -------------- | -------------- | -------------- |
| Olympijské hry          | 7.             |                |                |                | úč.            |                |                |
| Mistrovství světa       |                | úč.            |                | 3.             |                | —              |                |
| Panamerické hry         |                |                |                | 1.             |                |                |                |
| Panamerické mistrovství | —              | —              | —              | 1.             | 2.             | —              | 2.             |